# ジョージ・コンプトン (第6代ノーサンプトン伯爵)
第6代ノーサンプトン伯爵ジョージ・コンプトン（英語: George Compton, 6th Earl of Northampton、1692年 – 1758年12月6日）は、イギリスの貴族、政治家。1692年から1754年までジョージ・コンプトン閣下の儀礼称号を使用した。

## 生涯
第4代ノーサンプトン伯爵ジョージ・コンプトンと1人目の妻ジェーン・フォックス（Jane Fox）の次男として生まれた。1706年から1707年までイートン・カレッジで教育を受けた後、1707年にコルネットとして入隊、1713年に少佐に昇進したが、1715年に軍職から退いた。
兄ジェームズの助力を借りて、1727年のタムワース選挙区補欠選挙で当選、同年の総選挙でノーサンプトン選挙区に鞍替えして再選した後、1754年まで同選挙区の議員を務めた。1742年2月に下級大蔵卿に就任、1743年に首相ウィルミントン伯爵が死去してヘンリー・ペラムが後任となったときは留任したが、1744年12月にはバース伯爵やグランヴィル伯爵とともに罷免され、以降は野党の一員として活動した。1754年10月3日に兄ジェームズが死去すると、ノーサンプトン伯爵の爵位を継承した。
1758年12月6日に子供のいないまま死去、甥チャールズが爵位を継承した。
ホレス・ウォルポールによると、第6代ノーサンプトン伯爵は「かなり寡黙な人物」だったという。

## 家族
1748年3月5日、フランシス・ペイン（Frances Payne、1800年12月25日没、トマス・ペインの娘）と結婚したが、子供は生まれなかった。